# Otacilia taiwanica
Otacilia taiwanica là một loài nhện trong họ Phrurolithidae.
Loài này thuộc chi Otacilia. Otacilia taiwanica được miêu tả năm 1993 bởi Hayashi & Yoshida.